# 细巨口魚
细巨口魚（学名：Stomias gracilis）为輻鰭魚綱巨口鱼目巨口鱼科的其中一種。属脊索动物门，分布於南半球亞熱帶至亞南極海域，為深海魚類，棲息深度200-1250公尺，體長可達26公分。
其种加词来源于拉丁文“gracilis”，意为“细长的”。